# Ultraleichtfluggelände Plötzin

i7
i11
i13
Das Ultraleichtfluggelände Plötzin ist ein Ultraleichtfluggelände in Plötzin, einem Ortsteil der Gemeinde Werder (Havel) in Brandenburg.

## Lage
Der Flugplatz liegt etwa 750 m südlich der Ortsgrenze von Plötzin und etwa 650 m östlich der Bundesautobahn 10 zwischen dem Autobahndreieck Werder und dem Autobahnanschluss Groß Kreutz.

## Flugbetrieb
Das Ultraleichtfluggelände ist zugelassen für Ultraleichtflugzeuge, Freiballone, Motorschirme und Hängegleiter in der Startart Ultraleichtflugzeugschlepp. Pro Jahr sind maximal  1800 Flugbewegungen (Starts und Landungen) von ortsansässigen Luftfahrzeugen und maximal 600 Flugbewegungen Dritter nach vorheriger Zustimmung des Platzhalters (PPR) zulässig. Das Ultraleichtfluggelände ist mit einer 345 m langen und 30 m breiten Start- und Landebahn aus Gras (Richtung 08/26) ausgestattet.